# ハーマン・ラム
ハーマン・ラム（Herman Karl Lamm , 1890年4月19日 - 1930年12月16日）は、ドイツ系アメリカ人のギャング。軍隊で習得した戦術を銀行強盗に応用し、1920年代に数十件の銀行強盗を成功したことで知られる。

## 略歴

### 犯罪歴
1890年、ドイツのカッセルで生まれた。プロイセン陸軍に従軍していたが、カード詐欺で捕まり軍を追放された。第一次世界大戦が始まる直前の1914年にアメリカ合衆国に渡った。アメリカに着くとすぐに犯罪に手を染め、逮捕と釈放を繰り返しそのたびに異なる偽名を使った。
ラムは軍隊で習得した戦術を銀行強盗に応用した人物として知られている。「ラム・テクニック」と呼ばれるその手法を使って、1918年頃から1930年までに数十回の銀行強盗を成功させ、被害額は延べ100万ドル(現在の2千万ドルを上回る)以上に及んだ。この手法は犯罪者の手本となり、全米の多くのギャングが模倣した。

### 最後の強盗
1930年12月16日、ラム(40)、G.W.ランディ(71)、ジェームズ・クラーク(28)、ウォルター・ディートリッヒ(26)の4名はトンプソン短機関銃で武装しインディアナ州クリントンのシチズンズステート銀行を襲った。
運転手として雇われたF.H.ハンターが新型のビュイックで待機していると、向かいの通りから散弾銃を手にした男が歩いてきた。この男は理髪師のエド・ヴァンシックルで、増え続ける銀行強盗と闘うために志願した自警団のメンバーだった。彼は店から通りを眺めていると、だいぶ前に銀行に入って行った保険セールスマンが出てこないので不審に思い様子を見に行ったのだった。
パニックに陥ったハンターは、慌ててUターンしようとして縁石に乗り上げ前タイヤをパンクさせてしまった。そのとき仲間が銀行から出てきて車に飛び乗った。州道63号線に出てタイヤを交換し再び走り出したが、クリントン警察のパトカーに追い付かれ後部タイヤを撃ち抜かれた。
そこで老人が運転する1927年型ビュイック・セダンを奪った。しかしその車は年老いた父親が無謀運転しないようにと、息子の手で時速56キロ(35マイル)までしか出ないスピードリミッターが装着されていた。
スピードが出ないのですぐに車を乗り捨て、次は干し草を降ろしていたシボレーのトラックを奪った。無線を聞いて駆け付けた元副保安官ジョー・ウォーカー(35)に発見されるが、撃ち合いになり副保安官は射殺された。トラックは90キロ南のイリノイ州スコットランド近郊のトウモロコシ畑でオーバーヒートして動かなくなった。
彼らが4台目のフォードを盗んだ頃には警察の無線連絡が行き渡っており、大掛かりな捜索が始まっていた。フォードはイリノイ州サイデルの農場でガス欠になり再び農場の車を盗もうとしたが、既に周辺はインディアナ州とイリノイ州から集まった150人あまりの警官と自警団に包囲されていた。

### 死亡
激しい銃撃戦が始まった。養豚場に駆け込んだラムとランディは、逃げ切れないと悟り自分で頭を撃ち自殺した。運転手のハンターは8発撃たれ死亡した。ウォルター・ディートリッヒとジェームズ・クラークは逮捕され、ジョー・ウォーカー保安官殺害容疑で終身刑を言い渡されインディアナ州刑務所に送られた。
ラム、ランディ、ハンターの遺体の引き取り手は現れず、イリノイ州ダンヴィルの墓地に墓標がないまま埋葬された。新聞は「ハーマン・ラムは安物のローブを着て、松の木箱を黒く塗って作った棺桶に入れられた」とひどく貧相だった葬儀の様子を伝え、「強盗で奪ったうち千ドル(現在の2万ドル)をウォーカーの遺族に寄付する」と報じた。

## 銀行強盗の手口
ハーマン・ラムは1917年にユタ州の刑務所に入っていた頃、新しい銀行強盗の方法を考え始めた。当時の銀行強盗は衝動的な犯行がほとんどで成功か失敗かは運次第だったが、ラムは軍隊と同じように作戦通りに行動すれば高い確率で成功すると確信した。
まずはギャングの仲間を通じて、密造酒で悪名高いロシア系アメリカ人のギャング、チャールズ・ビルガー(Charles Birger,1881-1928) などから部下を斡旋してもらった。部下にはロビー担当、金庫室担当、見張り、運転手などの役割を与え、各自が持ち場に専念できるようにした。彼らは軍隊と同じように射撃や非常時の対処法を学び、強盗の模擬訓練を行なった。
ターゲットとなる銀行が決まるとまずは下調べをした。客として出入りして間取りや金庫の場所、警備員の動きなどを調べ、さらに詳しく知りたいときは警備会社のセールスマンや新聞記者を装って銀行の裏側まで入り込んだ。
逃走用の地図を作ったのもラムが最初であった。複数の逃走ルートを記した地図をダッシュボードに貼り付け、運転手を雇って数日をかけてストップウォッチで計測しながら試運転させた。逃走用車両は「何の変哲もないがパワーのある車」を事前に盗んでおいた。
これらの戦術的手法は「ラム・テクニック」と呼ばれ、全米の多くのギャングが模倣した。中でも有名なのはデリンジャーギャングであった。逮捕されたウォルター・ディートリッヒとジェームズ・クラークが、インディアナ州刑務所で一緒になったハリー・ピアポントやジョン・デリンジャーに伝授したと考えられている。彼らは刑務所を脱獄したあと「デリンジャーギャング」を結成し、1933年から1934年にかけて中西部の複数の銀行を襲った。
今日の映画やドラマで見られる銀行強盗の手口のほとんどがラム・テクニックの応用と言っても良い。